# Liste des films soviétiques sortis en 1966
Cet article présente une liste de films produits en Union soviétique en 1966.

## 1966
Les titres en français sont en grande majorité des traductions et non les titres attribués par les distributeurs dans les pays francophones.
Pour le classement annuel, la liste des titres a été établie en se basant sur les répertoires des pages Wikipédia en russe documentées par Longs métrages soviétiques. Catalogue annoté complétées par les listes des sites «kino-teatr» et «kinopoisk» d'où le nombre important de films que l'on trouve dans les références.
Pour les titres où l'on manque de précisions, seule l'année est indiquée : année de réalisation, année de sortie ou les deux ?. Bien que cela puisse paraître superflu, 1966 est inscrit pour chacun de ces titres pour montrer que la vérification a été faite.
On remarque que, la plupart du temps, il n'y a pas de première pour les courts métrages ainsi que pour les dessins animés et les documentaires de courte durée.
| Titre | Titre original                                                                           | date de sortie                           | Réalisateur |
| --- | ---------------------------------------------------------------------------------------- | ---------------------------------------- | --- |
| Accepter le combat | ru:Принимаю бой                                                                          | 12 avril 1966                            | Sergueï Mikaelian |
| Les Ailes (film, 1966)                                                                                                 | ru:Крылья (фильм, 1966)                                                                  | 15 aout 1966 à Moscou                    | Larissa Chepitko |
| A la dure (film, 1964)                                                                                                 | ru:Трудный путь (фильм, 1964)                                                            | 25 avril 1966 à Moscou                   | Khadji Akhmar |
| À la rencontre du passé (film)                                                                                         | ru:Встреча с прошлым (фильм)                                                             | 30 novembre 1966 à Tbilissi              | Semion Vissarionovitch Dolidze (ru) 1966 |
| À l'attention des citoyens et des organisations                                                                        | ru:Вниманию граждан и организаций                                                        | 11 juillet 1966                          | Artour Iossifovitch Voïtetski (ru) |
| Allez-y, je ne sais où                                                                                                 | ru:Поди туда, не знаю куда                                                               | 1966                                     | Vladimir Petrovitch Danilevitch (ru) et Ivan Ivanov-Vano |
| Alymkan (film, 1965)                                                                                                   | ru:"Алымкан (1965)                                                                       | 31 octobre 1966 à la télévision à Moscou | Kaïpov Baltach (ky) et Baken Kydykeïeva (ru) |
| L'Ami disparu | ru:Потерянный друг                                                                       | 22 juillet 1966 à Alma Ata               | Jardem Ismaïlovitch Baïtenov |
| Amis et années | ru:Друзья и годы                                                                         | 29 aout 1966                             | Viktor Fiodorovitch Sokolov (ru) |
| Andreïeva, l'amie de Gorki                                                                                             | ru:Друг Горького — Андреева                                                              | 1966                                     | Semion Aranovitch |
| Andreï Roublev | ru:Андрей Рублёв (фильм)                                                                 | 16 décembre 1966                         | Andreï Tarkovski |
| Appel nominal | ru:Перекличка (фильм)                                                                    | 4 avril 1966                             | Daniil Khrabrovitski |
| À propos de ce que la taïga n'avait pas dit                                                                            | ru:О чём молчала тайга                                                                   | 28 mars 1966                             | Aleksandr Dmitrievitch Kourotchkine (ru) |
| À propos de la méchante belle-mère                                                                                     | ru:Про злую мачеху                                                                       | 1966                                     | Valentina Semionovna Broumberg (ru) et Zinaïda Semionovna Broumberg (ru)                                                                                              |
| À propos de l'hippopotame qui avait peur des vaccinations                                                              | ru:Про бегемота, который боялся прививок                                                 | 1966                                     | Leonid Alekseïevitch Amalrik (ru) |
| L'Arbre de Noël de Timochka                                                                                            | ru:Тимошкина ёлка                                                                        | 1966                                     | Vladimir Dmitrievitch Degtiariov (ru) |
| Attentes (court métrage)                                                                                               | ru:Ожидания                                                                              | 10 novembre 1966 à la télévision         | Leonid Gueorguievitch Mariaguine (ru) |
| Attention, automobile                                                                                                  | ru:Берегись автомобиля                                                                   | 25 mai 1966 à Moscou                     | Eldar Riazanov |
| Atterrissage dans la taïga                                                                                             | ru:Таёжный десант                                                                        | 16 mai 1966                              | Vladimir Krasnopolski et Valeri Ivanovitch Ouskov (ru) |
| Aucun témoin | ru:Без свидетелей (фильм, 1966)                                                          | 4 juillet 1966                           | Oleg Nikiforovitch Gretchikho |
| Aujourd'hui, c'est mon anniversaire                                                                                    | ru:Сегодня день рождения                                                                 | 23 avril 1966                            | Lev Issaakovitch Miltchine (ru) |
| Aujourd'hui est une nouvelle attraction                                                                                | ru:Сегодня — новый аттракцион                                                            | 7 mars 1966                              | Apollinari Doudko et Nadejda Kocheverova |
| Au revoir, les garçons!                                                                                                | ru:До свидания, мальчики (фильм)                                                         | 3 janvier 1966                           | Mikhaïl Kalik |
| Ballade alpine (film)                                                                                                  | ru:Альпийская баллада (фильм)                                                            | 26 mars 1966                             | Boris Mikhaïlovitch Stepanov (ru) |
| Ballade Khevsoure | ru:Хевсурская баллада                                                                    | 1er décembre 1966                        | Chota Ilitch Managadze (ru) |
| Blague (film, 1966) | ru:Шуточка (фильм)                                                                       | 4 mai 1966 à la télévision               | Boris Vladimirovitch Iachine (ru) et Andreï Smirnov |
| Bonjour, c'est moi !                                                                                                   | ru:Здравствуй, это я!                                                                    | 26 mars 1966 à Erevan                    | Frounze Vaguinakovitch Dovlatian (ru) |
| Ça se passe comme ça film à sketchs avec Séance de nuit", La voiture en fuite et Le squelette d'Apollo                 | ru:Бывает и так (киноальманах) ("Ночной сеанс", "Сбежала машина", "Скелет Аполлона")     | 24 janvier 1966 à Moscou                 | réalisés respectivement par Vladimir Mikhaïlovitch Arkhanguelski, Vapa Moukhamedov et Iazgueldy Velievitch Seïdov (ru)                                                |
| Chanson du camarade film à sketchs avec "Chanson avec mot de passe", Chanson sur mère, "Chanson à l'aube"              | ru:Товарищ песня (киноальманах) ("Песня-пароль"; "Песня о матери"; "Песня на рассвете")  | 1er aout 1966                            | réalisés respectivement par Valentine Fiodorovitch Kozatchkov (ru), Iouriy Serhiyovytch Romanovskiy (uk) et Vassili Nikolaïevitch Levine (ru)                         |
| La Chasse d'Aliochkine                                                                                                 | ru:Алёшкина охота                                                                        | 22 aout 1966                             | Iakov Lvovitch Bazelian (ru) |
| La Chute des feuilles                                                                                                  | ru:Листопад (фильм)                                                                      | 16 janvier 1966 à Tbilissi               | Otar Iosseliani |
| Le Cheval blanc (film, 1966)                                                                                           | ru:Белая лошадь (фильм)                                                                  | 1966                                     | Baras Tsyretarovitch Khalzanov (ru) |
| La Cité des Maîtres (film)                                                                                             | ru:Город мастеров (фильм)                                                                | 24 janvier 1966                          | Vladimir Sergueïevitch Bytchkov (ru) |
| Cité ouvrière (film)                                                                                                   | ru:Рабочий посёлок (фильм)                                                               | 25 avril 1966                            | Vladimir Venguerov |
| Les Clairières rouges                                                                                                  | ru:Красные поляны                                                                        | 5 décembre 1966 à Moscou                 | Emil Loteanu |
| Le Cœur d'une mère | ru:Сердце матери (фильм, 1965)                                                           | 24 mars 1966                             | Marc Donskoï |
| Combien d'années, combien d'hivers!                                                                                    | ru:Сколько лет, сколько зим!                                                             | 24 octobre 1966                          | Nikolaï Nikolaïevitch Figourovski (ru) |
| Comment un soldat n'a pas rejoint l'armée                                                                              | ru:Как солдат от войска отстал                                                           | 29 décembre 1966 en diffusion restreinte | Tamaz Meliava |
| Conscience (film, 1965)                                                                                                | ru:Совесть (фильм, 1965)                                                                 | 6 juin 1966                              | Sergueï Petrovitch Alekseïev (ru) |
| La Conspiration des ambassadeurs (film)                                                                                | ru:Заговор послов (фильм)                                                                | 28 mars 1966                             | Nikolaï Vassilievitch Rozantsev (ru) |
| Contes de la forêt russe                                                                                               | ru:Сказки русского леса                                                                  | 1er janvier 1966                         | Iouri Sourenovitch Saakov (ru) |
| Le Coq (film, 1965) | ru:Петух (фильм, 1965)                                                                   | 20 juin 1966 à Moscou                    | Khangueldy Agakhanovitch Agakhanov (ru) et Nisson Iakovlevitch Zeleranski (ru)                                                                                        |
| Dette (film, 1966) | ru:Долг (фильм,1966)                                                                     | 31 décembre 1966                         | Valdour Khimbek |
| Douchetchka (film) | ru:Душечка (фильм)                                                                       | 5 novembre 1966 à la télévision          | Sergueï Kolossov |
| L'Employé Koziavine | ru:Жил-был Козявин                                                                       | 1966                                     | Andreï Khrjanovski |
| Les Enfants de Don Quichotte                                                                                           | ru:Дети Дон Кихота                                                                       | 28 février 1966                          | Evgueni Efimovitch Karelov (ru) |
| L'enquête continue | ru:Следствие продолжается                                                                | 17 décembre 1966 à Bakou                 | Alisattar Atakichiyev |
| Épiphanie (film, 1965)                                                                                                 | ru:Прозрение (фильм, 1965)                                                               | 17 octobre 1966 à Moscou                 | Choukhrat Abbassov |
| Équipement de plongée sous-marine                                                                                      | ru:Акваланги на дне (фильм)                                                              | 4 juillet 1966                           | Evgueni Firsovitch Cherstobitov (ru) |
| L'Étape décisive | ru:Решающий шаг (фильм)                                                                  | janvier 1966 à Achgabat                  | Alty Karliev (ru) |
| L'Étoile principale | ru:Главный Звёздный                                                                      | 14 mars 1966                             | Roman Davydov |
| Étoiles de jour (film, 1968)                                                                                           | ru:Дневные звёзды                                                                        | 8 février 1966                           | Igor Talankine |
| Femmes (film, 1966) | ru:Женщины (фильм, 1966)                                                                 | 7 mars 1966                              | Pavel Lioubimov |
| La Fenêtre (dessin animé, 1966)                                                                                        | ru:Окно (мультфильм, 1966)                                                               | 1966                                     | Boris Pavlovitch Stepantsev |
| La Formule de l'arc-en-ciel                                                                                            | ru:Формула радуги                                                                        | 3 mars 1966                              | Gueorgui Jungwald-Khilkevitch |
| Les Fresques de Kiev                                                                                                   | ru:Киевские фрески (фильм)                                                               | 9 mai 1966                               | Sergueï Paradjanov |
| Fureur (film, 1966) | ru:Ярость (фильм, 1966)                                                                  | 14 février 1966                          | Nikolaï Serafimovitch Ilinski (ru) |
| Garçon et fille (film, 1966)                                                                                           | ru:Мальчик и девочка (фильм, 1966)                                                       | 10 octobre 1966                          | Iouli Andreïevitch Faït (ru) |
| Les Gens de notre ville film à sketchs avec Voiture Avdo, Garni et Mars                                                | ru:Люди нашего города (киноальманах) (Aвтомобиль Авдо, Гарни, Марш)                      | 13 juin 1966                             | réalisés respectivement par Dmitri Gaguikovitch Kessaïants (ru), Arnold Roubenovitch Agababov (ru) et Grigori Gueorguievitch Melik-Avakian (ru) avec Levon Boudaguian |
| L'Homme dans le cadre                                                                                                  | ru:Человек в рамке                                                                       | 1966                                     | Fiodor Khitrouk |
| L'Homme sans passeport                                                                                                 | ru:Человек без паспорта                                                                  | 15 aout 1966                             | Anatoli Alekseïevitch Bobrovski (ru) |
| Il ne s'agit pas de moi                                                                                                | ru:Это не про меня                                                                       | 3 janvier 1966                           | Boris Petrovitch Diojkine (ru) |
| Il ne voulait pas tuer                                                                                                 | ru:Он убивать не хотел                                                                   | 18 décembre 1966 à Tbilissi              | Gueorgui Chenguelaia |
| J'attends un poussin                                                                                                   | ru:Я жду птенца (мультфильм)                                                             | 1966                                     | Nikolaï Nikolaïevitch Serebriakov (ru) |
| Je sors de l'enfance                                                                                                   | ru:Я родом из детства                                                                    | 27 décembre 1966                         | Victor Tourov |
| Je vais regarder | ru:Иду искать                                                                            | 14 novembre 1966                         | Igor Mikhaïlovitch Dobrolioubov (ru) |
| Jioltik | ru:Жёлтик                                                                                | 21 avril 1966                            | Iouri Aleksandrovitch Prytkov (ru) |
| Jour d'arrivée...lour de départ ! (film, 1966)                                                                         | ru:День приезда… день отъезда! (фильм, 1966)                                             | 1966                                     | Igor Ivanovitch Chichov |
| Jour sans numéro | ru:День без числа                                                                        | 26 décembre 1966 à Riga                  | Vladimir Aleksandrovitch Kotchetov (ru) |
| Jours de vol | ru:Дни лётные                                                                            | 15 aout 1966                             | Nikolaï Ignatievitch Litous (ru) et Leonid Volodymyrovytch Ryzin (uk)                                                                                                 |
| Les Jours joyeux de Rasplioulev                                                                                        | ru:Весёлые расплюевские дни                                                              | 1er mai 1966                             | Erast Garine et Khessia Aleksandrovna Lokchina (ru) |
| Khassan Arbakech | ru:Хасан Арбакеш                                                                         | mars 1966 à Douchanbé                    | Boris Arievitch Kimiagarov |
| Là, où fleurit l'edelweiss                                                                                             | ru:Там, где цветут эдельвейсы                                                            | 31 janvier 1966                          | Iefim Iefimovitch Aron (ru) et Charip Issaouletovitch Beïssembaïev (ru)                                                                                               |
| Légende ossète | ru:Осетинская легенда                                                                    | 25 juillet 1966                          | Azanbek Vassilievitch Djanaïev (ru) |
| Lénine en Pologne | ru:Ленин в Польше                                                                        | 8 avril 1966 à Varsovie                  | Sergueï Ioutkevitch |
| Lénine en Suisse (film, 1965)                                                                                          | ru:Ленин в Швейцарии (1965)                                                              | 2 avril 1966 à la télévision             | Grigori Alexandrov et Dmitri Vassiliev |
| Lettres de l'île des excentriques                                                                                      | ru:Письма с острова Чудаков                                                              | 22 aout 1966 à Tallinn                   | Iouri Ioukhanovitch Miouïr (ru) |
| Luciole N° 7 | ru:Светлячок № 7                                                                         | 1966                                     | Piotr Nikolaïevitch Nossov (ru) |
| Main légère (film, 1965)                                                                                               | ru:Лёгкая рука (1965)                                                                    | 3 janvier 1966 à Tallinn                 | Velio Karlovitch Kiasper (ru) |
| La Maladie grise | ru:Серая болезнь                                                                         | 27 décembre 1966 à Moscou                | Iakov Aleksandrovitch Seguel (ru) |
| Marcher sur des oeufs                                                                                                  | ru:По тонкому льду                                                                       | 24 septembre 1966                        | Damir Alekseïevitch Viatitch-Berejnykh (ru) |
| Mission extraordinaire                                                                                                 | ru:Чрезвычайное поручение                                                                | 10 janvier 1966 à Erevan                 | Erazm Aleksandrovitch Karamian (ru) et Stepan Agabekovitch Kevorkov (ru)                                                                                              |
| Le Mois de mai | ru:Месяц май                                                                             | 1er mai 1966                             | Grigori Iossifovitch Lipchits (ru) |
| Mon crocodile vert | ru:Мой зелёный крокодил                                                                  | 1966                                     | Vadim Kourtchevski |
| Mon rëve (film, 1966)                                                                                                  | ru:Мечта моя (Фильм, 1966)                                                               | 19 décembre 1966 à Moscou                | Khouat Achirbekovitch Abousseïtov |
| Monsieur Jacques et autres film à sketchs avec Coûts de la politesse, Informateur imaginaire et Vœu brisé              | ru:Мсье Жак и другие (''Издержки вежливости'', ''Мнимый доносчик'', '' Попранный обет'') | 11 avril 1966                            | réalisés respectivement par Patchia Nikitovitch Kaplanian (ru), Guenrikh Sourenovitch Malian (ru) et Guenrikh Roubenovitch Markarian (ru)                             |
| Mort de l'escadron | ru:Гибель эскадры                                                                        | 21 février 1966                          | Vladimir Zakharovitch Dovgan (ru) |
| Né pendant un orage | ru:Родившийся в грозу                                                                    | 28 novembre 1966 à Moscou                | Latif Abidovitch Faïziev (ru) |
| Nisso | ru:Ниссо                                                                                 | aout 1966 à Douchanbé                    | Marat Sabirovitch Aripov (ru) |
| Nocturne | ru:Ноктюрн (фильм, 1966)                                                                 | 21 novembre 1966                         | Rostislav Arkadievitch Goriaev (ru) |
| Le Nom d'un autre | ru:Чужое имя                                                                             | 20 juin 1966                             | Iossif Abramovitch Choulman (ru) |
| Nous avons des enfants                                                                                                 | ru:У нас есть дети..                                                                     | 1966                                     | Vadim Nikolaïevitch Gnedkob |
| Nous, le peuple russe                                                                                                  | ru:Мы, русский народ                                                                     | 16 janvier 1966 à Moscou                 | Vera Stroeva |
| Nuits blanches | ru:Ночи без ночлега                                                                      | 10 octobre 1966 à Vilnius                | Alguirdas Araminas (ru) et Guediminas Karka (ru) |
| Obsédé | ru:Одержимый (фильм, 1965)                                                               | 12 décembre 1966                         | Zaguid Zarifovitch Sabitov (ru) |
| Les Ombres du vieux château                                                                                            | ru:Тени старого замка                                                                    | 23 mars 1966 à la télévision             | Maria Pavlovna Mouat (ru) |
| L'Opérateur Kyps sur une île déserte                                                                                   | ru:Оператор Кыпс на необитаемом острове                                                  | 1966                                     | Kheïno Iaakovitch Pars (ru) |
| L'Origine de l'espèce                                                                                                  | ru:Происхождение вида                                                                    | 1966                                     | Iefim Gambourg |
| L'ourson et celui qui vit dans la rivière                                                                              | ru:Медвежонок и тот, кто живёт в речке                                                   | 1966                                     | Alla Alekseïevna Gratchiova (ru) |
| Ouvrez, on sonne | ru:Звонят, откройте дверь                                                                | 28 mars 1966 à Moscou                    | Alexandre Mitta |
| Pages du passé film à sketchs avec Mikela, Récompense et Mikha                                                         | ru:Страницы прошлого (киноальманах) ("Микела", "Награда", "Миха")                        | 5 septembre 1966 à Moscou                | réalisés respectivement par Eldar Chenguelaia, Gueorgui Chenguelaia et Merab Artchilovitch Kokotchachvili (ru)                                                        |
| Le Parc (dessin animé)                                                                                                 | ru:Парк (мультфильм)                                                                     | 1966 en Estonie                          | Elbert Azguireïevitch Touganov (ru) |
| Pas de soldats inconnus                                                                                                | ru:Нет неизвестных солдат                                                                | 21 février 1966                          | Soulamnf Moïsseïevna Tsyboulnik (ru) |
| Perdu (film, 1966) | ru:Заблудший (фильм)                                                                     | 1er avril 1966 à la télévision           | Semion Issaïevitch Toumanov (ru) |
| Personne ne voulait mourir                                                                                             | ru:Никто не хотел умирать                                                                | 2 janvier 1966 à Vilnius                 | Vytautas Žalakevičius |
| Le Petit Fugitif (film, 1966)                                                                                          | ru:Маленький беглец                                                                      | 24 décembre 1966 au Japon                | Edouard Nikandrovitch Botcharov (ru) et Teinosuke Kinugasa |
| Le Petit Prince (film, 1966)                                                                                           | ru:Маленький принц (фильм, 1966)                                                         | 6 décembre 1966 en diffusion limitée     | Arūnas Žebriūnas |
| Piège | ru:Западня (фильм, 1966)                                                                 | novembre 1966                            | Leonid Vladimirovitch Martyniouk (ru) |
| Pierre, officier de police                                                                                             | ru:Пьер — сотрудник милиции                                                              | 18 juillet 1966 à Moscou                 | David Evguenievitch Rondeli (ru) |
| Pluie sur l'arc-en-ciel                                                                                                | ru:Дождь на радуницу (Фильм, 1966)                                                       | 1966                                     | Aleksandr Grigorian |
| Le Plus, le plus, le plus, le plus                                                                                     | ru:Самый, самый, самый, самый                                                            | 1966                                     | Vassili Livanov |
| Le Plus Obéïssant | ru:Самая послушная                                                                       | 27 juin 1966                             | Bekech Abdyldaïev (ru) et Leonid Abramovitch Gourevitch (ru) |
| Pont en construction                                                                                                   | ru:Строится мост                                                                         | 23 mai 1966                              | Oleg Efremov et Gavriil Eguiazarov |
| Pourquoi es-tu silencieux ?                                                                                            | ru:Почему ты молчишь?                                                                    | 11 décembre 1966 en diffusion limitée    | Hasan Seyidbeyli |
| Pourquoi les stars ont-elles souri                                                                                     | ru:Почему улыбались звёзды                                                               | 1966                                     | Issaak Petrovitch Chmarouk (ru) |
| Le Premier Client | ru:Первый посетитель                                                                     | 31 octobre 1966                          | Leonid Kvinikhidze |
| Première Bastille | ru:Первая Бастилия                                                                       | 17 janvier 1966                          | Mikhaïl Ivanovitch Erchov (ru) |
| Les problèmes sont arrivés en ville                                                                                    | ru:В го́род пришла́ беда́                                                                   | 1er janvier 1966                         | Mark Evseïevitch Orlov (ru) |
| Qu'est-il arrivé à Andrés Lapeteus ?                                                                                   | ru:Что случилось с Андресом Лапетеусом?                                                  | 20 mars 1966 à Tallinn                   | Grigori Kromanov |
| Qui aimons-nous le plus ?, film à sketchs avec A travers la forêt de montagne, Le Sommet et Le Pouvoir de l'attraction | ru:Кого мы больше любим (киноальманах) ("Через горный лес", "Вершина", Сила притяжения") | 23 mai 1966 à Moscou                     | réalisés respectivement par Zeïnab Kazimova, Arif Gadji ogly Babaïev (ru) et Hasan Seyidbeyli                                                                         |
| Régate royale | ru:Королевская регата                                                                    | 27 novembre 1966 à Moscou                | Iouri Tchoulioukine |
| Rencontre en montagne                                                                                                  | ru:Встреча в горах                                                                       | 24 novembre 1966 à Tbilissi              | Nikolaï Konstantinovitch Sanichvili (ru) |
| Rencontres avec Igor Ilinski                                                                                           | ru:Встречи с Игорем Ильинским                                                            | 21 mars 1966                             | Ilia Iakovlevitch Gourine (ru) |
| La République CHKID | ru:Республика ШКИД (фильм)                                                               | 29 décembre 1966                         | Guennadi Poloka |
| Rois (film, 1964) | ru:Цари (фильм, 1964)                                                                    | 18 avril 1966                            | Mikhaïl Ivanovitch Terechtchenko |
| La Route vers la mer                                                                                                   | ru:Дорога к морю                                                                         | 7 mars 1966                              | Irina Poplavskaïa |
| Le Serment d'Hippocrate (film, 1965)                                                                                   | ru:Клятва Гиппократа (фильм)                                                             | février 1966 à Riga                      | Ada Neretnietse |
| Silence à la frontière                                                                                                 | ru:Пограничная тишина                                                                    | 29 mars 1966 à la télévision             | Arkadi Nikolaïevitch Koltsaty (ru) |
| Sur la même planète | ru:На одной планете                                                                      | 31 octobre 1966                          | Ilia Saoulovitch Olchvanguer (ru) |
| Toreros de Vassioukovki                                                                                                | ru:Тореадоры из Васюковки (фильм)                                                        | 1966 à la télévision à Moscou            | Valentina Ossipiants et Samari Markovitch Zelikine (ru) |
| Tôt le matin | ru:Рано утром (фильм)                                                                    | 21 mars 1966                             | Tatiana Lioznova |
| Les trains passent devant les fenêtres                                                                                 | ru:Мимо окон идут поезда                                                                 | 22 octobre 1966 à Moscou                 | Edouard Aleksandrovitch Gavrilov (ru) et Valeri Ivanovitch Kremniov (ru)                                                                                              |
| Les Trois Gros (film, 1966)                                                                                            | ru:Три толстяка (фильм)                                                                  | 18 novembre 1966                         | Alexeï Batalov et Iossif Solomonovitch Chapiro (ru) |
| Trois saisons | ru:Три времени года                                                                      | 10 octobre 1966                          | Leon Nikolaïevitch Saakov (ru) |
| Le Tunnel (film, 1966)                                                                                                 | ru:Туннель (фильм, 1966)                                                                 | 8 novembre 1966 à Bucarest               | Francisc Munteanu |
| Un jour, vingt ans plus tard                                                                                           | ru:Двадцать лет спустя (фильм)                                                           | 31 janvier 1966                          | Iouri Iegorov |
| Un monde sans jeux | ru:Мир без игры                                                                          | 29 mai 1966                              | Leonid Vladimirovitch Makhnatch (ru) |
| Une année aussi longue que la vie                                                                                      | ru:Год как жизнь                                                                         | 24 mars 1966                             | Azerbaïjan Madievitch Mambetov (ru) et Grigori Rochal |
| Une histoire étonnante, comme un conte de fées                                                                         | ru:Удивительная история, похожая на сказку                                               | 27 décembre 1966                         | Boris Doline |
| Une longue vie heureuse                                                                                                | ru:Долгая счастливая жизнь (фильм, 1966)                                                 | 17 septembre 1966                        | Guennadi Chpalikov |
| Une traversée difficile ou Les Montagnes blanches (film, 1964)                                                         | ru:Трудная переправа или Белые горы                                                      | 1er aout 1966 à Moscou                   | Melis Ouboukeïev |
| Vacances à Odessa | ru:Одесские каникулы                                                                     | 3 octobre 1966                           | Iouri Aleksandrovitch Petrov (ru) |
| Venez au Baïkal | ru:Приезжайте на Байкал                                                                  | 1er mai 1966                             | Veniamine Dorman |
| Vers la conscience | ru:Навстречу совести                                                                     | 29 janvier 1966 à Tachkent               | Albert Iossifovitch Khatchatourov (ru) |
| Verticale (film, 1966)                                                                                                 | ru:Вертикаль (фильм)                                                                     | 30 décembre 1966 en diffusion limitée    | Boris Dourov et Stanislav Govoroukhine |
| La vie est belle, mon frère !                                                                                          | ru:Жизнь хорошая штука, брат!                                                            | 18 décembre 1966                         | Askerov fils de Ramiz Pacha (ru) et Antonis-Ianis Voiazos (ru) |
| La vie passait la nuit                                                                                                 | ru:Жизнь прошла ночью                                                                    | 14 mars 1966                             | Outchkoun Iegamberdievitch Nazarov (ru) |
| Vingt-six commissaires de Bakou                                                                                        | ru:Двадцать шесть бакинских комиссаров (фильм)                                           | 16 février 1966 à Bakou                  | Ajdar Ibrahimov |
| La Vivandière (film)                                                                                                   | ru:Стряпуха (фильм)                                                                      | 23 mai 1966                              | Edmond Keossaian |
| Votre fils et frère | ru:Ваш сын и брат                                                                        | 18 avril 1966                            | Vassili Choukchine |
| Voyageur avec bagages                                                                                                  | ru:Путешественник с багажом                                                              | 29 aout 1966                             | Ilia Frez |